# Simeon Hristov
Simeon Hristov (macedónul: Симеон Христов, Szkopje, 1992. szeptember 4. –) macedón labdarúgó, jelenleg az Egri FC csatára.